# Geoff Britton
Geoffrey Britton (* 1. srpna 1943, Lewisham, Londýn, Spojené království) je anglický rockový bubeník nejvíce známý z vystupování ve skupině Wings Paula McCartneye.

## Hudební kariéra
Britton byl jedním z původních členů progressive rockové skupiny East of Eden, která se zformovala v roce 1967 v Bristolu. Působil ve skupině až do začátku roku 1970 a hrál na albu Snafu. Poté se připojil ke skupině The Wild Angels. Ve skupině Wings Paula McCartneye působil od srpna 1974 do ledna 1975, hrál na albu Venus and Mars.
V roce 1975 Britton opustil skupinu Wings a byl členem skupiny Manfred Mann's Earth Band v letech 1978 až 1979, kdy hrál na albu Angel Station. V roce 1977 se stal členem skupiny Rough Diamond, se kterou v londýnském Roundhouse Studios nahrál stejnojmenné album Rough Diamond,. Začátkem 80. let se připojil k power popové skupině The Keys, které produkoval album Joe Jackson.